# العلاقات التركية الصومالية
العلاقات التركية الصومالية العلاقات الحالية والتاريخية بين الصومال وتركيا. وتمثل تركيا في الصومال، من خلال سفارتها في نيروبي في كينيا. تم إغلاق السفارة التركية في الصومال عام 1991 لأسباب أمنية، ولكن تم إعادة أفتتاحها عام 2011.

## مساعدات التنمية
في الفترة ما بين 21-23 أيار 2010 استضافت تركيا مؤتمر الصومال الذي عقدته الأمم المتحدة في إسطنبول. وبعد أن غادرت معظم فرق الإغاثة التابعة للأمم المتحدة بلاد الصومال بدعوى خوفهم من الحرب الأهلية ونكبة المجاعة, ظهرت المساعدة التركية في الصومال، وجندت مئات الأتراك للعمل على إنقاذ البلاد وإغاثتها. وقام رئيس الوزراء التركي رجب طيب أردوغان بزيارة مقديشيو خلال 2011، في رحلة تاريخية مصطحبا فيها عائلته ومستشاريه لتفقد ضحايا مجاعة الصومال, واعتبرت أول زيارة لزعيم غير أفريقي للصومال منذ 20 عاما، أعلن خلالها أردوغان إعادة فتح سفارة تركيا في الصومال, كما جمع أكثر من 350 مليون دولار من تركيا لإعادة إعمار المستشفيات والمدارس فضلا عن إرسال الطلاب الصوماليين إلى تركيا لحصولهم على منح دراسية. وأعلنت منظمة الهلال الأحمر التركية بدأ مشروع بناء وتأسيس مدارس مهنية في العاصمة الصومالية مقديشو، لتدريب الطلاب الصوماليين على حرف مختلفة كإصلاح السيارات والكهرباء وغيرها.

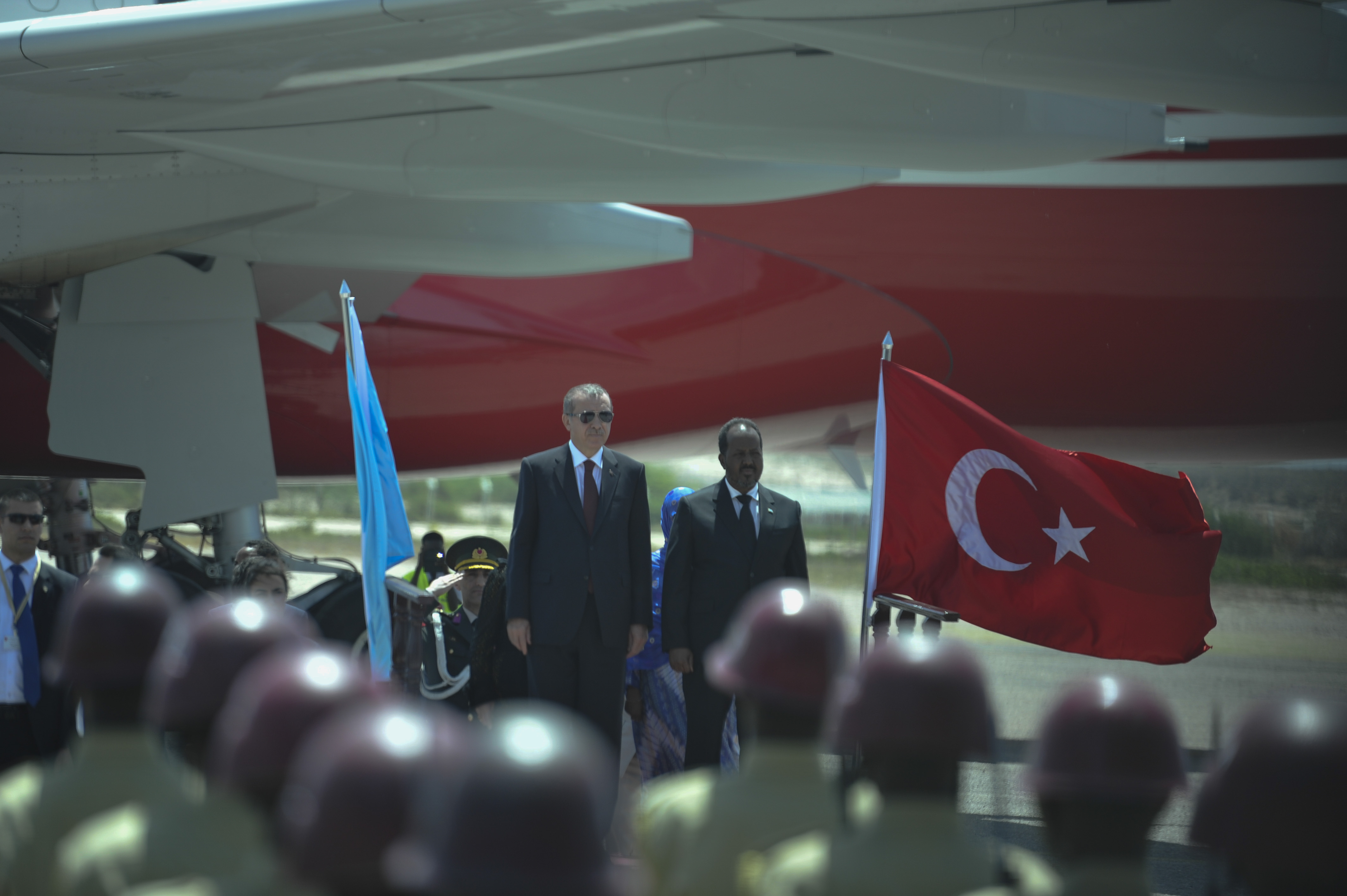
استقبال الرئيس التركي رجب طيب أردوغان في مطار آدم عبد الله الدولي في العاصمة الصومالية مقديشو عام 2015

كما بدأت الخطوط الجوية التركية بتدشين رحلتين إلى مقديشو من إسطنبول في مارس 2013، وتعتبر بذلك الخط الجوي الدولي الأولى والوحيد الذي يربط الصومال بالعالم.
في ديسمبر 2024، نجحت تركيا في التوسط في اتفاق تاريخي بين الصومال وإثيوبيا، مما أدى إلى حل التوترات الطويلة الأمد حول سيادة أرض الصومال ووصول إثيوبيا إلى البحر الأحمر. يُبرز هذا الإنجاز الدبلوماسي النفوذ المتزايد لتركيا في القرن الأفريقي، حيث تواصل تعزيز علاقاتها السياسية والاقتصادية مع كلا البلدين.